# Ivan Dimitrov
Ivan Dimitrov (búlgar: Иван Димитров)  (Sofia, 14 de maig de 1935 - Sofia, 1 de gener de 2019) és un exfutbolista búlgar de la dècada de 1960.
Fou 72 cops internacional amb la selecció búlgara amb la qual participà en la Copa del Món de Futbol de 1962 i a la Copa del Món de Futbol de 1970.
Pel que fa a clubs, defensà els colors de PFC Lokomotiv Sofia i FK Akademik Sofia.